# Boris Souvarine

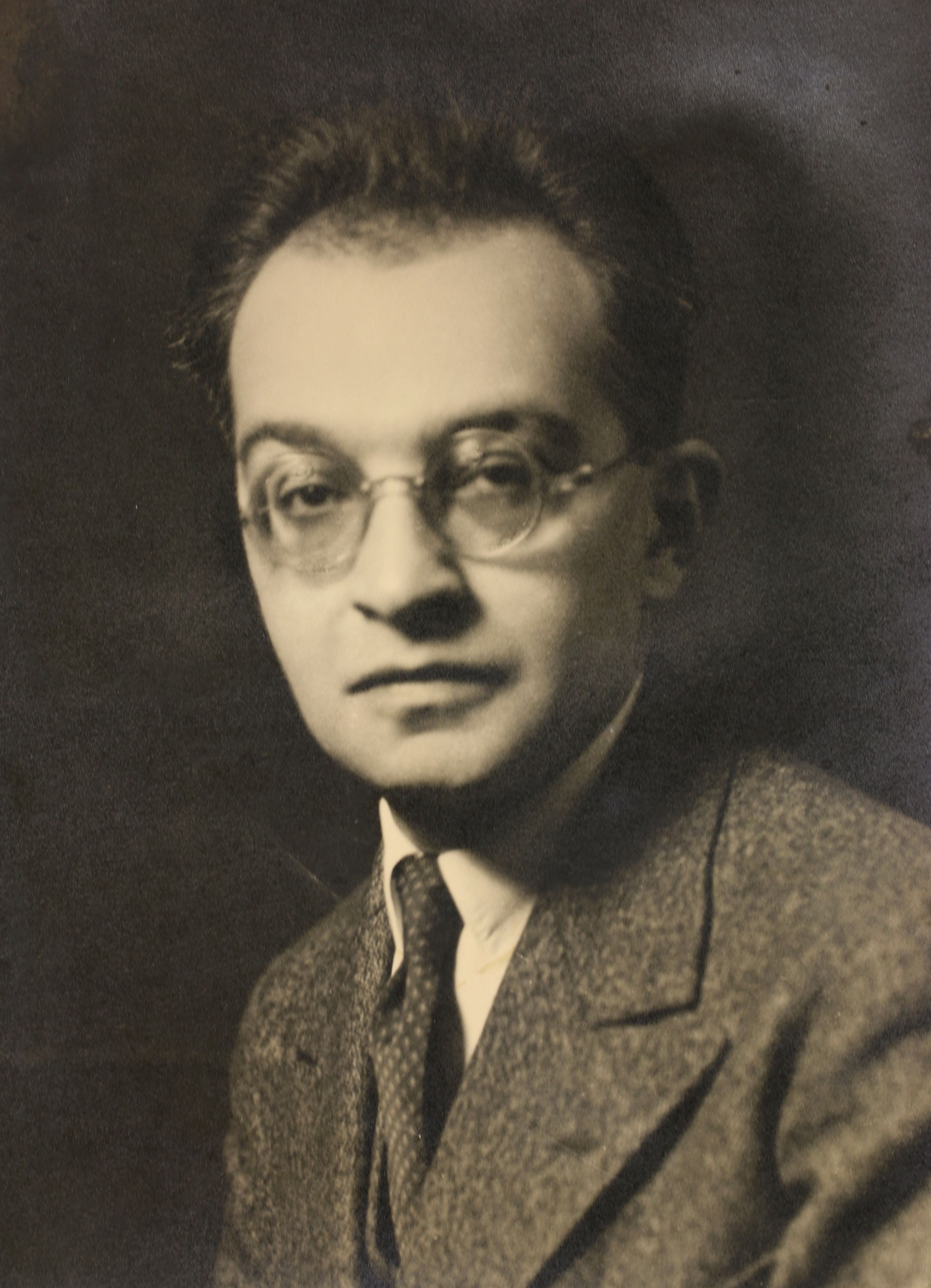
Boris Souvarine

Boris Souvarine (* 1895 in Kiew; † 1. November 1984 in Paris; eigentlich Boris Konstantinowitsch Lifschiz, russisch Борис Константинович Лифшиц) war ein französischer politischer Aktivist und Schriftsteller russisch-jüdischer Herkunft.

## Leben
Der Arbeitersohn, dessen Familie 1897 nach Frankreich einwanderte, war zunächst als Goldschmied tätig. Vor 1914 trat er in die französische sozialistische Partei ein. Ab 1920 war er einer der führenden Köpfe des französischen Komitees der dritten Internationale (Comité de la Troisième Internationale, mit Fernand Loriot und Charles Rappoport). Souvarine trat innerhalb der französischen Sozialistischen Partei SFIO für eine marxistisch-revolutionäre Linie ein, also für den Austritt aus der Zweiten Internationale. Auf dem Kongress von Straßburg im Februar 1920 beschloss die SFIO tatsächlich, die Sozialistische Internationale zu verlassen. Von Souvarine stammte dann im Wesentlichen der Antrag des Beitritts zur Dritten Internationale, der am SFIO-Kongress von Tours im Dezember 1920 mehrheitlich beschlossen wurde und der zur Spaltung der französischen Arbeiterbewegung führte.
1921 wurde der führende Funktionär der in Gründung befindlichen Französischen Kommunistischen Partei (PCF) Präsidiumsmitglied der Kommunistischen Internationale (Komintern).
Souvarine lebte damals hauptsächlich in Moskau. Innerhalb des PCF stand er in Gegensatz zum „Zentrum“ um die Funktionäre Frossard und Cachin, nach 1923 auch zu Albert Treint. Souvarine stand Leo Trotzki nahe und wandte sich in einem Text vom März 1924 gegen den „mechanischen, bürokratischen und unverantwortlichen Zentralismus“ innerhalb der französischen kommunistischen Bewegung. In der Folge gab L’Humanité am 19. Juli 1924 Souvarines Ausschluss aus der Dritten Internationale bekannt.
Souvarines weiteres Leben war dem Kampf gegen den bürokratischen Kommunismus gewidmet. Ab 1925 erschien Souvarines Zeitschrift Le Bulletin Communiste wieder. Er war 1930 Gründungsmitglied des Cercle communiste démocratique und der Zeitschrift La Critique sociale.
1935 erschien Souvarines bahnbrechende Stalin-Biografie. Sie zeigte mit bedeutender analytischer Kraft Mythen und Realität des sowjetischen Zwangssystems auf, das Souvarine als „Negation des Sozialismus und Kommunismus“ auffasste. 1936 publizierte Souvarine unter dem Pseudonym „Motus“ einen Reisebericht über die Sowjetunion.
Souvarine wurde 1940 in Marseille von der Vichy-Regierung verhaftet, konnte aber in die USA emigrieren. Nach seiner Rückkehr nach Frankreich (1948) war er weiter als unabhängiger linker Publizist tätig.

## Werke (Auswahl)
- Staline, aperçu historique du bolchévisme, Paris, Plon, 1935. (1978 und 1992 wieder aufgelegt). Englische Ausgabe als:
  - Stalin : a critical survey of Bolshevism. Übersetz. C.R.L. James, Alliance Book Corporation und Longmans, Green & Co., New York 1939. Auf Deutsch als:
  - Stalin. Anmerkungen zu einer Geschichte des Bolschewismus. Übersetzung Theodor Fuchs, Bernard & Gräfe, München 1980, ISBN 978-3-7637-5210-2.